# Pilisborosjenő
Pilisborosjenő è un comune dell'Ungheria di 3.143 abitanti (dati 2001) situato nella contea di Pest, nell'Ungheria settentrionale.